# Apsilochorema moselyellum
Apsilochorema moselyellum là một loài Trichoptera thuộc họ Hydrobiosidae. Chúng phân bố ở miền Ấn Độ - Mã Lai.